# César Gallardo
César Lefor Gallardo Echavarría (ur. 17 lutego 1896 w Montevideo, zm. w 1989 tamże) – urugwajski szermierz.
Uczestniczył w Letnich Igrzyskach Olimpijskich, w 1948 roku, w zawodach drużynowych we florecie. Drużyna Urugwaju awansowała do ćwierćfinału, ale w nim przegrała oba pojedynki i odpadła z rywalizacji.